# Mimosema fulvida
Mimosema fulvida är en fjärilsart som beskrevs av Paul Dognin 1913. Mimosema fulvida ingår i släktet Mimosema och familjen mätare. Inga underarter finns listade i Catalogue of Life.